# Nu skool breaks
Nu skool breaks – podgatunek muzyki breakbeat cechujący się, poza charakterystycznym dla breakbeat rytmem, futurystycznym brzmieniem i występowaniem elementów typowych dla drum and bass i techno.
Tempo stosowane w tej muzyce waha się od 125 do 140 BPM. Termin został po raz pierwszy użyty w 1996 przez Renniego Pilgrema, Tayo oraz Adama Freelanda. W 1998 zostały wydane w Wielkiej Brytanii dwie kompilacje pt. Nu Skool Breaks, wyselekcjonowane przez Danny'ego McMillana.